# Leopoldo Laussat Christiernin
Leopoldo Laussat Christiernin (Alacant, 22 de març de 1838 - Madrid, 24 de desembre de 1895) fou un polític valencià, diputat a les Corts Espanyoles durant la restauració borbònica.

## Biografia
Fill del cònsol francès a Alacant, el banquer Javier Laussat i net del cònsol de Suècia a Alacant. Estudià matemàtiques al Col·legi de Saint-Barbe (París) i al Col·legi d'Oscott, a Anglaterra. El 1873 formava part del Centro Hispano-Ultramarino d'Alacant i el 1875-1876 fou president del Casino d'Alacant. Fou un dels fundadors i membre del consell d'administració de la Caixa d'Estalvis d'Alacant.
El 1874 havia estat regidor de l'ajuntament d'Alacant i vicepresident de la diputació d'Alacant i participà el 1875 en la fundació del Partit Constitucional com a representant dels liberals de la Marina Baixa. El 1878-1880 fou nomenat president del comitè provincial del futur Partit Liberal Fusionista, i era propietari del diari El Liberal juntament amb Enrique Bushell y Laussat. Després de presentar-se infructuosament pels districtes de Dénia i Pego a les eleccions generals espanyoles de 1876 i 1879, finalment fou elegit diputat per Dénia a les eleccions generals espanyoles de 1881. Es presentà novament a les eleccions de 1884, però fou derrotat pel conservador Antonio Torres Orduña. El 1886 fou nomenat senador per la província d'Alacant.